# Kryptosporidien
Kryptosporidien (Cryptosporidium) sind eine Gattung einzelliger Parasiten, die mehrheitlich bei Säugetieren, daneben aber auch bei weiteren Wirbeltieren sogenannte Kryptosporidiosen auslösen können. Sie gehören zur Untergruppe der Kryptogregarinen (Cryptogregarinorida) der Apicomplexa.

## Lebenszyklus

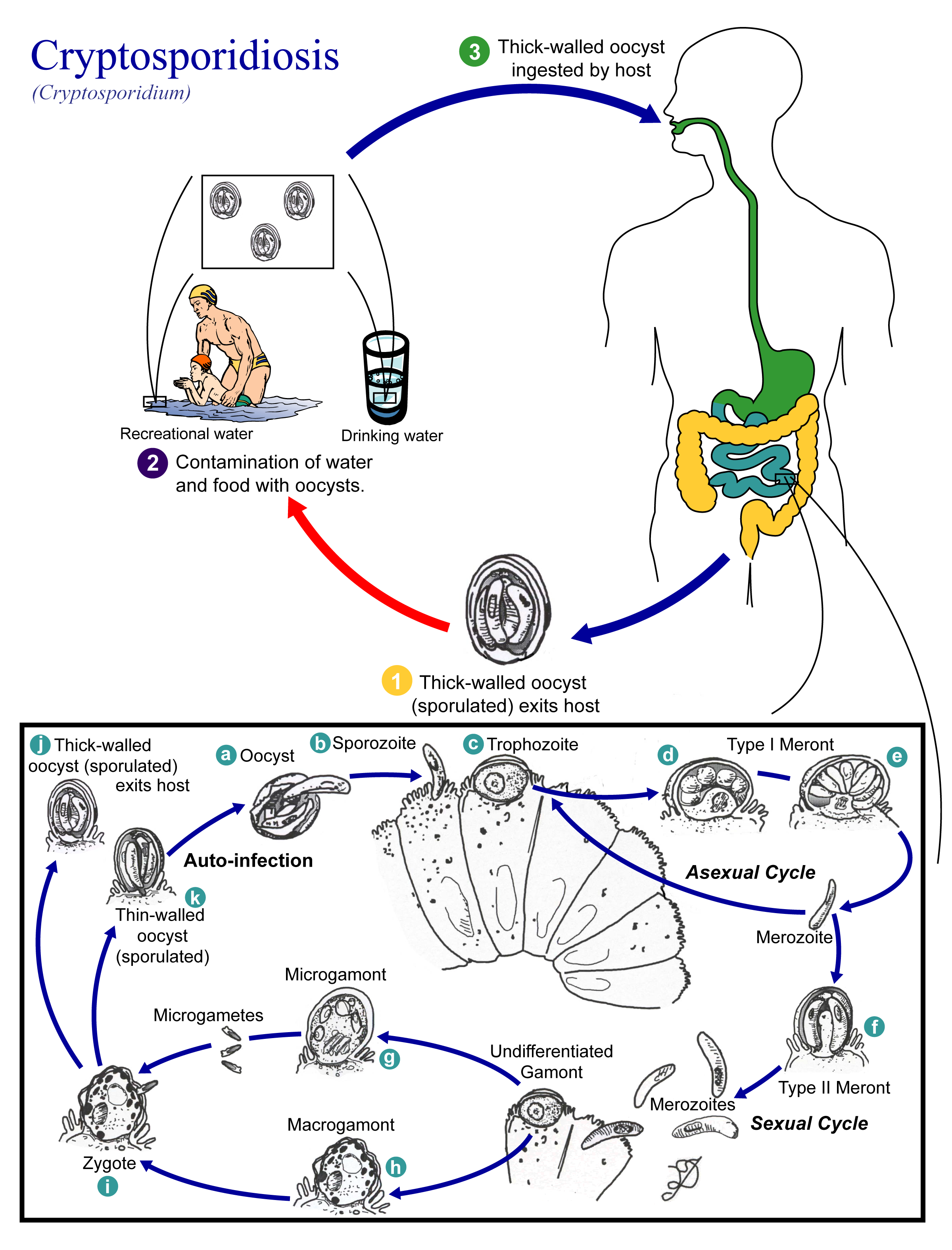
Infektionsweg und Lebenszyklus von Cryptosporidium spp.

Im Darm des Wirtes werden aus den Oozysten die Sporozoiten frei, die in den Bürstensaum der Darmzellen eindringen, sich dort in einer parasitophoren Vakuole einnisten und sich weiter zu Trophozoiten und Meronten entwickeln. Die Meronten teilen sich ungeschlechtlich in 8 Merozoiten I, die neue Wirtszellen befallen, wo sich aus jedem Merozoit eine zweite Merontengeneration bildet. Aus der daraus hervorgehenden zweiten Merozoitengeneration entwickeln sich die Geschlechtszellen (Gamonten). Aus der Befruchtung der weiblichen Makrogameten durch männliche Mikrogameten entsteht eine Zygote und schließlich eine Oozyste. Es werden zwei Typen von Oozysten gebildet: Rund 80 % sind dickwandig und werden mit dem Kot ausgeschieden, die restlichen 20 % sind dünnwandig und verbleiben im Wirt, wo sie eine erneute Infektion des Wirtes auslösen. Die Oozysten sind sehr widerstandsfähig und können unter günstigen Bedingungen (Feuchtigkeit und Temperatur) mehrere Monate infektiös bleiben.

## Verbreitung
Kryptosporidien kommen weltweit vor und werden vor allem über verunreinigtes Trinkwasser übertragen. Sie sind unempfindlich gegenüber vielen Desinfektionsmitteln.
Von 44 Arten, die 2021 bekannt waren, parasitierten 29 Arten bei Säugetieren, 6 bei Vögeln, 4 bei Fischen, 4 bei Reptilien sowie eine bei Amphibien.

## Systematik und Taxonomie

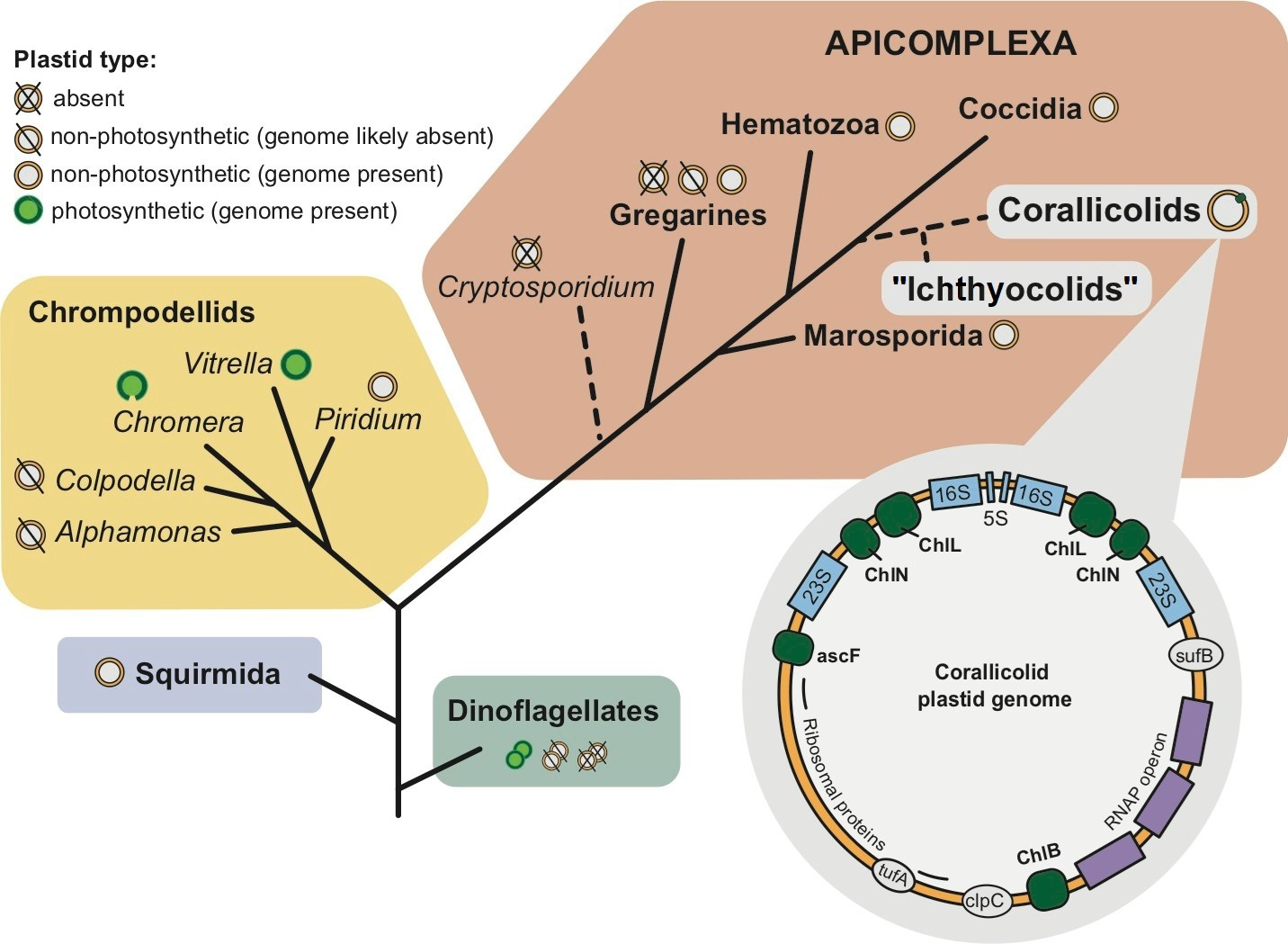
Phylogenie der Myzozoa mit den Apicomplexa und ihren nahen Verwandten. Die Cryptogregarinen mit Cryptosporidium bilden offenbar einen Ast getrennt vom Hauptast der Gregarinen.

Die Gattung wurde 1907 durch Ernest Edward Tyzzer erstbeschrieben, die Typusart ist Cryptosporidium muris. Bis 1971 waren nur drei Arten der Gattung bekannt, neben C. muris noch C. parvum (Tyzzer, 1912) und C. meleagridis (Slavin, 1955). Seit den 1970er Jahren wurden zahlreiche Arten neu beschrieben, 2021 waren mindestens 44 Arten bekannt, eine Revision der Gattung galt jedoch als dringend geboten.
- Cryptosporidium andersoni
- Cryptosporidium bailey
- Cryptosporidium bovis
- Cryptosporidium cervine
- Cryptosporidium canis
- Cryptosporidium cuniculus
- Cryptosporidium ducismarci
- Cryptosporidium fayeri
- Cryptosporidium felis
- Cryptosporidium fragile
- Cryptosporidium galli
- Cryptosporidium hominis
- Cryptosporidium marcopodum
- Cryptosporidium meleagridis
- Cryptosporidium molnari
- Cryptosporidium muris
- Cryptosporidium parvum
- Cryptosporidium ryanae
- Cryptosporidium saurophilum
- Cryptosporidium serpentis
- Cryptosporidium suis
- Cryptosporidium ubiquitum
- Cryptosporidium wrairi
- Cryptosporidium xiaoi

## Krankheitsverlauf
Kryptosporidiosen heilen nach einigen Wochen meist von selbst unter Ausbildung einer Immunität aus. Als Symptome werden leichtes Fieber, Schwindel, Bauchkrämpfe und Gewichtsverlust beobachtet. Bei Individuen mit geschwächtem Immunsystem kann sie jedoch zu schwereren Krankheitsverläufen führen. Gegen die Kryptosporiose der Kälber gibt es einen Impfstoff.